# Place des Capucins
La place des Capucins est une voie du quartier des pentes de la Croix-Rousse dans le 1er arrondissement de Lyon, en France.

## Situation et accès
Elle commence rue des Capucins et se termine par les escaliers de la rue Sainte-Marie-des-Terreaux. Elle forme un L uniquement accessible aux piétons.

## Origine du nom
Le nom de la place vient de l'ordre des frères mineurs capucins.

## Histoire
Après s'être installés à Paris, les capucins fondent en 1575 leur second couvent de France à Fourvière. En 1622, un banquier génois du nom d'André Coste achète une propriété sur les pentes appelée le Petit-Forez pour y fonder un deuxième couvent de capucins. La reine Anne d’Autriche assiste à la pose de la première pierre de l’église qui est consacrée en 1635 et placée sous le vocable de saint André.
Les religieux sont chassés à la révolution et leur bâtiment vendu comme bien national. L’église devient le Théâtre des jeunes artistes. Dans le jardin des religieux on perce des rues et on construit des maisons et des magasins de soieries. Une loi du 9 décembre 1807 ordonne l’acquisition de différentes parties de ce terrain pour y construire un bâtiment spécialement destiné à la condition des soies.